# 리그 파크 (클리블랜드)
리그 파크(League Park)는 미국 오하이오주 클리블랜드에 있었던 야구장이다. 과거 MLB 클리블랜드 인디언스와 NFL 클리블랜드 램스의 홈구장으로 사용했다.